# 859 هـ
859 هـ هي سنة في التقويم الهجري امتدت مقابلةً في التقويم الميلادي بين سنتي 1454 و1455.

## أحداث
- السلطان إينال يخلع الخليفة العباسي حمزة القائم بأمر الله

## وفيات
- ابن بنت الأقصرائي